# Larry Keating
Lawrence „Larry“ Keating (* 13. Juni 1896 in Saint Paul, Minnesota; † 26. August 1963 in Hollywood, Kalifornien) war ein US-amerikanischer Schauspieler.

## Leben und Karriere
Keating wurde 1896 (nach anderen Quellen: 1899) in Saint Paul geboren. Er begann seine Karriere beim Theater sowie in Radioproduktionen. Einem breiteren Publikum wurde er in den 1940er-Jahren als Radiomoderator und -schauspieler für große Sender wie NBC und ABC bekannt. Bei der beliebten Radioserie This Is Your FBI fungierte er zwischen 1945 und 1953 als Erzähler.
In das Filmgeschäft kam er erst recht spät, mit einer Nebenrolle in Song of the Sarong, als er bereits fast 50 Jahre alt war. Nach einigen kleineren Rollen konnte er sich als gefragter Nebendarsteller etablieren. In der Regel spielte er ernst wirkende Geschäftsleute, Ärzte, Anwälte oder Offiziere, nicht selten mit einer herablassenden und selbstgefälligen Aura. Zu seinen bekannteren Filmrollen zählen reiche Firmenbosse in den Kinokomödien SOS – Zwei Schwiegermütter (1951) von Mitchell Leisen und Liebling, ich werde jünger (1952) von Howard Hawks, ein Astronom in dem Science-Fiction-Film Der jüngste Tag (1951) sowie ein Diplomat neben Fred Astaire und Leslie Caron in dem Musicalfilm Daddy Langbein (1955).
Seinen Bekanntheitsgrad in den USA steigerte er erheblich durch die populäre Sitcom The George Burns and Gracie Allen Show, in der er zwischen 1953 und 1958 an der Seite von George Burns und Gracie Allen in 199 Folgen den Nachbarn Harry Morton verkörperte. Ab 1961 spielte Keating in der Fernsehserie Mr. Ed über ein sprechendes Pferd erneut einen Nachbarn, nämlich den etwas wichtigtuerischen Roger Addison. Obwohl er mit einer Leukämie diagnostiziert wurde, drehte er bis wenige Tage vor seinem Tod an der Serie. Er starb im August 1963 mit 67 Jahren. Keating war bei seinem Tod in dritter Ehe mit Ruth Evans verheiratet, er hatte zwei leibliche Söhne und einen Stiefsohn.

## Filmografie (Auswahl)
- 1945: Song of the Sarong
- 1949: Tulsa
- 1949: Dancing in the Dark
- 1950: Frau am Abgrund (Whirlpool)
- 1950: So ein Pechvogel (When Willie Comes Marching Home)
- 1950: Mister 880
- 1950: I Was a Shoplifter
- 1950: Frauengeheimnis (Three Secrets)
- 1950: Der einsame Champion (Right Cross)
- 1950: Stella
- 1950: The Hank McCune Show (Fernsehserie)
- 1951: Sieg über das Dunkel (Bright Victory)
- 1951: Der jüngste Tag (When Worlds Collide)
- 1951: Begegnung in Tunis (The Light Touch)
- 1951: SOS – Zwei Schwiegermütter (The Mating Season)
- 1951: Zu jung zum Küssen (Too Young to Kiss)
- 1951: Come Fill the Cup
- 1952: Die letzte Entscheidung (Above and Beyond)
- 1952: Sabotage (Carson City)
- 1952: Liebling, ich werde jünger (Monkey Business)
- 1953: Verhängnisvolle Spuren (Inferno)
- 1953: Eine Chance für Suzy (Give a Girl a Break)
- 1953: Zurück am Broadway (She's Back on Broadway)
- 1953–1958: The George Burns and Gracie Allen Show (Fernsehserie, 199 Folgen)
- 1954: Treue (Gypsy Colt)
- 1955: Daddy Langbein (Daddy Long Legs)
- 1956: Fanfaren der Freude (The Best Things in Life Are Free)
- 1956: Geliebt in alle Ewigkeit (The Eddy Duchin Story)
- 1957: Wo alle Straßen enden (The Wayward Bus)
- 1957: Geheimring Nippon (Stopover Tokyo)
- 1957: Der Mann, der niemals lachte (The Buster Keaton Story)
- 1958–1959: The George Burns Show (Fernsehserie, 24 Folgen)
- 1960: Wer war die Dame? (Who Was That Lady?)
- 1961–1963: Mr. Ed (Mister Ed; Fernsehserie, 81 Folgen)
- 1962: Sexy! (Boys' Night Out)
- 1964: Der erstaunliche Mr. Limpet (The Incredible Mr. Limpet)